# Coccinia quinqueloba
Coccinia quinqueloba är en gurkväxtart som först beskrevs av Carl Peter Thunberg, och fick sitt nu gällande namn av Célestin Alfred Cogniaux. Coccinia quinqueloba ingår i släktet Coccinia, och familjen gurkväxter. Inga underarter finns listade i Catalogue of Life.